# Schwalmstadt
Schwalmstadt város Németországban, Hessen tartományban. Lakosainak száma 18 661 fő (2023. december 31.). Schwalmstadt Gilserberg és Neustadt községekkel határos.

## Városrészei
- Allendorf an der Landsburg
- Ascherode
- Dittershausen
- Florshain
- Frankenhain
- Michelsberg
- Niedergrenzebach
- Rommershausen
- Rörshain
- Treysa
- Trutzhain
- Wiera
- Ziegenhain

## Híres emberek
- Albert Wigand (1821–1886), botanikus
- Pascal Itter (* 1995), labdarúgó
- Benjamin Trümner (* 1995), labdarúgó

## Népesség
A település népességének változása:
| Lakosok száma | 18 119 | 18 122 | 18 195 | 18 488 | 18 661 |
|               | 2017   | 2019   | 2021   | 2022   | 2023   |